# Bereżany (obwód winnicki)
Bereżany (ukr. Бережани, do 2016 Komunariwka, ukr. Комунарівка) – wieś na Ukrainie, w obwodzie winnickim, w rejonie chmielnickim, w hromadzie Kalinówka. W 2001 liczyła 1287 mieszkańców, spośród których 1279 wskazało jako ojczysty język ukraiński, a 8 rosyjski